# Bundesverband Deutscher Eisenbahn-Freunde
Der Bundesverband Deutscher Eisenbahn-Freunde, abgekürzt BDEF, mit Sitz in  Kaufbeuren ist eine Dachorganisation für Vereine, die sich mit dem Schienenverkehr, der Verkehrspolitik sowie mit Modelleisenbahnen beschäftigen. Er ist ehrenamtlich geführt.

## Allgemein
Der BDEF ist mit über 400 angeschlossenen Organisationen und Einzelmitgliedern der mitgliederstärkste Verband von Modelleisenbahnern und Eisenbahnfreunden in Europa. Er ist seinerseits Mitglied im Verband der Modelleisenbahner und Eisenbahnfreunde Europas, abgekürzt MOROP, welcher vor allem durch die Erstellung der Normen Europäischer Modellbahnen (NEM) bekannt ist. Außerdem ist er in der Öffentlichen Liste über die Registrierung von Verbänden und deren Vertretern, umgangssprachlich Lobby-Liste, des Deutschen Bundestags eingetragen. Daneben ist er eines der Mitglieder der Allianz pro Schiene. Nach eigenen Angaben hat der BDEF derzeit rund 12.000 Mitglieder, gegründet wurde er 1958.

## Interessen
Nach eigenen Angaben hat der BDEF seine Vereinspolitik auf folgende Interessen ausgerichtet:
- Vermittlung beim Zusammenwirken zwischen Vereinen und Bahnverwaltungen bzw. Verkehrsbetrieben
- Stellungnahme zu verkehrspolitischen Fragen
- Mitarbeit in internationalen Verbänden
- Zusammenarbeit mit der Modellbahnindustrie
- Ausrichtung überregionaler Veranstaltungen.

## Arbeitskreise
AKM – Arbeitskreis Modellbahn
Zur Stärkung der Aktivitäten im Bereich Modelleisenbahn gibt es im BDEF den „Arbeitskreis Modellbahn“ (AKM). Ziel des AKM ist es, den Modelleisenbahnern im BDEF mit Rat und Tat zur Seite zu stehen und Wünsche und Anregungen entgegenzunehmen.
AKN – Arbeitskreis Nachwuchsförderung
Der AKN will den Vereinen mit Rat und Tat zur Seite stehen und die Firmen unterstützen mehr für die Förderung des Nachwuchses zu tun. Hierzu werden Workshops für Kinder und Erwachsenen angeboten und Anregungen gegeben, wie man diese durchführen kann. Auch setzt man sich dafür ein, dass vermehrt Frauen und Mädchen aktiv am Hobby Eisen- und Modellbahn teilnehmen und sich auch innerhalb des BDEF und der Mitgliedsvereine mit modellbahntypischen Aufgaben engagieren.
AKV/S – Arbeitskreis Verkehrspolitik und Schienenverkehr
Der Arbeitskreis Verkehrspolitik und Schienenverkehr steht für diejenigen Eisenbahninteressierten, die sich in erster Linie mit der „großen“ Eisenbahn befassen. Dabei geht es um technische Aspekte genauso wie um die verkehrspolitischen Rahmenbedingungen. Dabei stehen sowohl allgemeine verkehrspolitische, infrastrukturelle oder systemische, wie auch spezielle projekt- und/oder ortsbezogene Problemstellungen zur Diskussion.
Die Mitglieder des Arbeitskreises treffen sich, um z. Bsp. verkehrspolitische Themen zu erarbeiten, zu publizieren und zu vertreten. Ferner bereitet der Arbeitskreis die Positionen des BDEF in Fragen der Verkehrspolitik sowie Stellungnahmen aus der Sicht des BDEF vor.
Der AKV/S bereitet zudem die verkehrspolitischen Foren und Exkursionen an den jährlichen Bundesverbandstagen des BDEF vor und führt diese durch.

## Planungshilfen
Als Service für seine Mitglieder bietet der BDEF Planungshilfen, die als Ergänzung zu den Normen Europäischer Modellbahnen (NEM) gedacht sind und Informationen enthalten, die für Modelleisenbahner wichtig sind, aber (vorerst) nicht in das NEM-Regelwerk einfließen. Erarbeitet werden die Planungshilfen in der Arbeitsgruppe Normen (AGN), die aus Vertretern des BDEF, der Arbeitsgemeinschaft Spur 0, des Arbeitskreises TT (AKTT), des Dampfbahn-Club Deutschland (DBC-D), der Interessengemeinschaft Spur II und der Sächsischen Modellbahnvereinigung (SMV) besteht. Außerdem arbeitet die AGN mit dem Schweizerischen Verband Eisenbahn-Amateur (SVEA) und der britischen Double O Gauge Association (DOGA) zusammen.

## BDEF-Report
Der BDEF-Report ist das vierteljährlich erscheinende Verbandsrundschreiben, welches kostenlos an die Mitglieder verschickt wird. Hierin werden die Mitglieder über die Aktivitäten des Verbandes und der angeschlossenen Mitgliedsvereine informiert. Ferner erscheinen informative Beiträge über Eisenbahn und Modellbahn.